# Saropogon luteus
Saropogon luteus är en tvåvingeart som beskrevs av Daniel William Coquillett 1904. Saropogon luteus ingår i släktet Saropogon och familjen rovflugor. Inga underarter finns listade i Catalogue of Life.